# Liudas Adomauskas
Liudas Adomauskas (ur. 8 kwietnia 1880 w Nacianach, zm. 16 sierpnia 1941 w Ponarach pod Wilnem) – litewski ksiądz katolicki i działacz komunistyczny, członek WKP(b) i KPL, minister w rządzie radzieckiej Litwy.
W 1903 roku ukończył seminarium duchowne w Kownie, w czasie I wojny światowej był kapelanem wojskowym w armii rosyjskiej.
W 1921 roku zerwał z posługą duchowną, przystępując do ruchu komunistycznego – był członkiem KPL. Rok później wydał antyreligijną książkę Šventraščio paslaptys, za którą spotkała go surowa krytyka Kościoła katolickiego na Litwie.
W 1922 roku redagował komunistyczne gazety „Žarija” i „Naujoji gadynė”.
14 lipca 1940 roku wybrany do Sejmu Ludowego Litwy, został komisarzem kontroli państwowej w rządzie Litewskiej SRR.
Rozstrzelany przez Niemców w Ponarach.